# Vic Nees

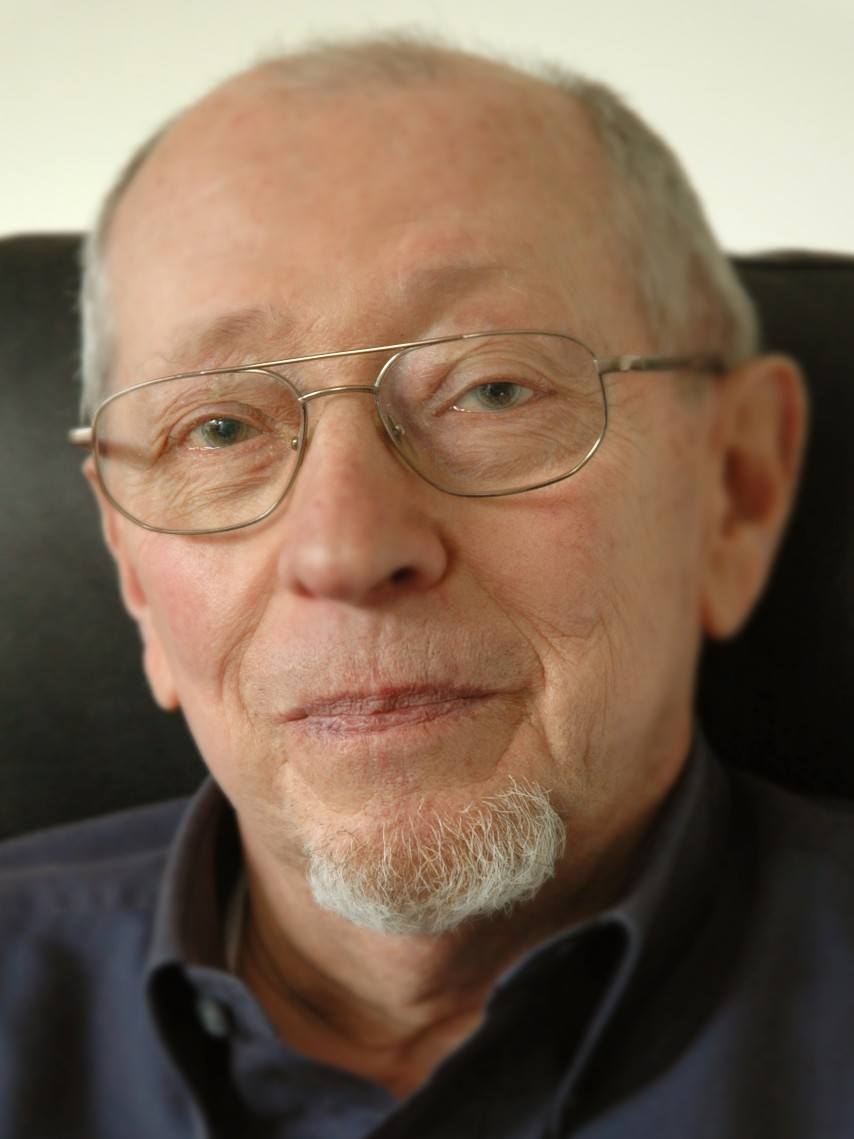
Vic Nees

Vic Nees (* 8. März 1936 in Mechelen; † 14. März 2013) war ein belgischer Komponist und Chorleiter. Sein Vater war der Komponist Staf Nees (1901–1965).

## Leben
Nach Abschluss seines musiktheoretischen Studiums am Königlichen Flämischen Musikkonservatorium in Antwerpen (bei Marcel Andries und Flor Peeters) studierte er Chorleitung bei Kurt Thomas an der Musikhochschule in Hamburg, wo er 1964 Preisträger des Meisterkurses wurde. Seit 1961 war Nees als Programmdirektor für Chormusik beim Flämischen Rundfunk in Brüssel tätig, von 1970 bis 1996 auch als Dirigent des renommierten Rundfunkchores. Weiterhin war er Leiter des Vokaal Ensemble Philippus de Monte in Mechelen sowie des Ter Kamerenkoor in Brüssel. Seit 1998 war er Mitglied der Königlichen Flämischen Akademie für Wissenschaft und Kunst und Autor zahlreicher musikwissenschaftlicher Publikationen. Vic Nees zählte zu den international namhaftesten Chorkomponisten Belgiens.
Sein kompositorisches Werk besteht aus Chorzyklen, größeren Chorwerken und einer Vielzahl von Liedzyklen. Für sein Schaffen wurde Vic Nees unter anderem mit dem Eugène-Baie-Preis (1973), dem AGEC-Preis (1990), dem Joost-van-den-Vondel-Preis (1995) und dem ANV-Visser-Neerlandia-Preis (1995) ausgezeichnet. Seine Kompositionen sind in das Repertoire vieler Chöre innerhalb und außerhalb Europas aufgenommen worden. Vic Nees war regelmäßig Jurymitglied bei internationalen Chorwettbewerben und Berater der Europäischen Föderation Junger Chöre.
Sein wohl bekanntestes Werk ist das Magnificat für gemischten Chor und Solosopran (1981). Neuere Werke sind das Trumpet Te Deum für Chor, Sopran und zwei Trompeten (2003) und die Neusser Messe für Chor, Orgel und Trompete (1998).

## Werke
- Mijn Herder is de Heer (Psalm 23) (1958)
- Onder de linde (1962)
- Looft den Heer in zijn heiligdom (Psalm 133) (1963)
- Psalm 150 (1963)
- Ik kwam er lestmaal (1966)
- Sonatine für Piano (1968)
- Wech op ! Wech op ! (1968)
- Gekwetst ben ik van binnen (1969)
- Rachel (1971) Kirchenkantate
- Vigilia de Pentecostes (1972)
- Hoe lustich is den Somer (1973)
- Ik ben van nergens en overal (1973)
- Lesbia (1978)
- Magnificat für gemischten Chor (1981)
- Veni sancte Spritus (1982)
- Regina Coeli - Blue be it (1988)
- Anima Christi (1990) Oratorium
- Nuestra Señora de la solidad (1991)
- Ego Flos (1995)
- Neusser Messe (1998) für gemischten Chor, Orgel und Trompete (im Auftrag der Stadt Neuss)
- Singet dem Herrn (2001) für gemischten Chor und Sopran (im Auftrag des Lübecker Kammerchors „I Vocalisti“)
- Trumpet Te Deum (2003) für gemischten Chor, Sopran und zwei Trompeten
- Nausikaa Kantate
- Eight Japanese Folk-Songs
- A Bunch of Cherries
- Three Partsongs
- Bonum est confiteri Domino für Tenor, gemischten Chor, Harfe und Schlagzeug
- European Stabat Mater für Alt, Tenor und gemischten Chor
- 5 Motetten (De profundis clamavi; Diffusa est gratia in labiis tuis; Illumina oculos meos; Inimicitias ponam inter te; Reges Tharsis et insulae) für gemischten Chor